# Gedanken und Erinnerungen
Gedanken und Erinnerungen (укр. Роздуми та спогади) — назва мемуарів німецького політичного та державного діяча, засновника Німецької імперії, Отто фон Бісмарка. Написані після його відставки з посади рейхсканцлера 1890 р. та за змістом є автобіографією. Тритомна праця була написана за сприяння давнього знайомого Лотара Бухера. Перші два томи були видані та стали бестселерами ще за життя Бісмарка. Третій том був надрукований 1919 р. попри спротив родини Бісмарків.

## Оцінка
З одного боку, як і решта спогадів політиків про себе, «Роздуми та спогади» не є якісним історичним джерелом. В книзі Бісмарк, не приховуючи, атакує політичних та особистих ворогів, зокрема, імператора Вільгельма II. З іншого боку, в книзі представлені спогади, які в іронічній прозі оповідають про життя одного з найвидатніших політичних діячів XIX століття.